# Geologenkompass

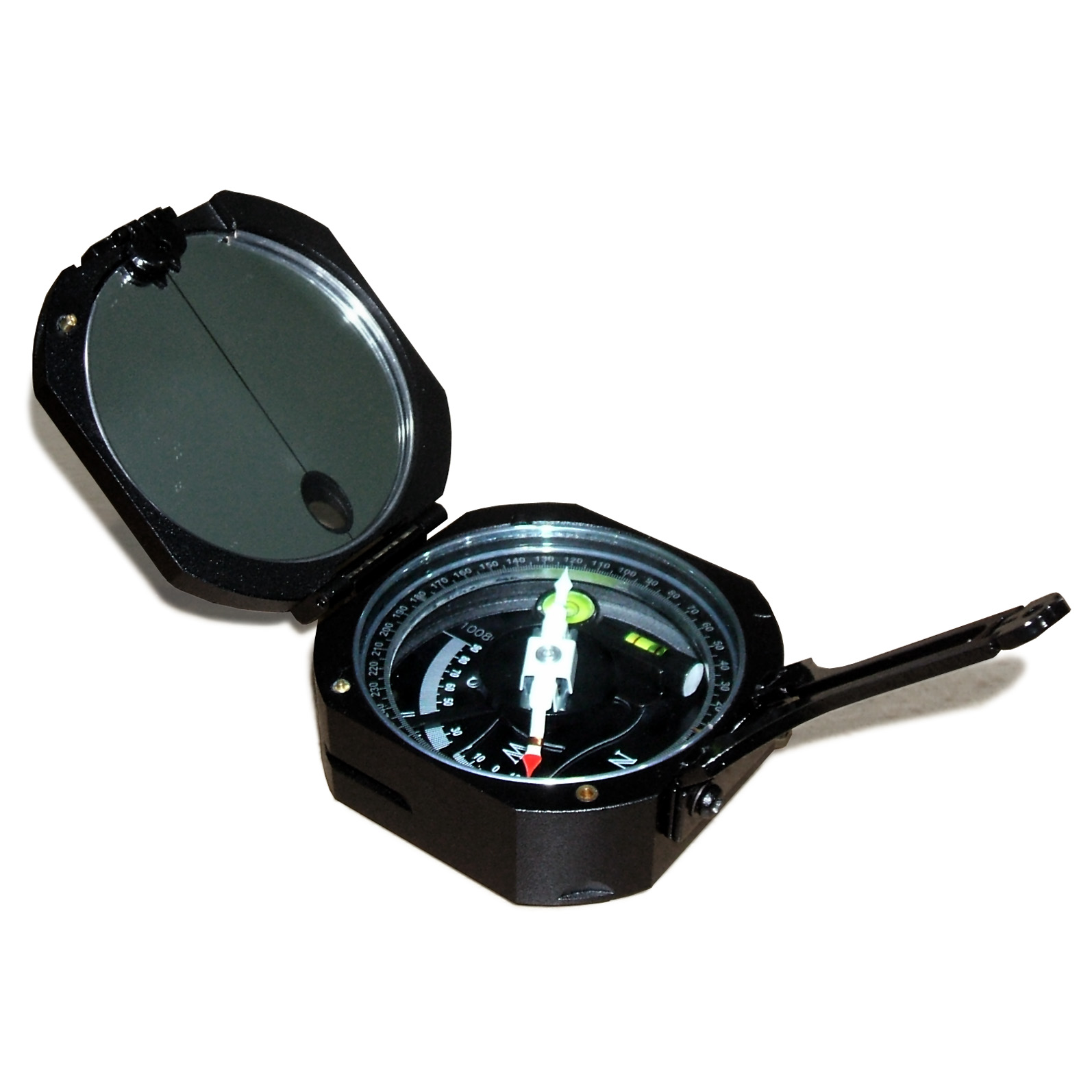
Klassischer Geologenkompass der Firma Brunton, Seitenansicht

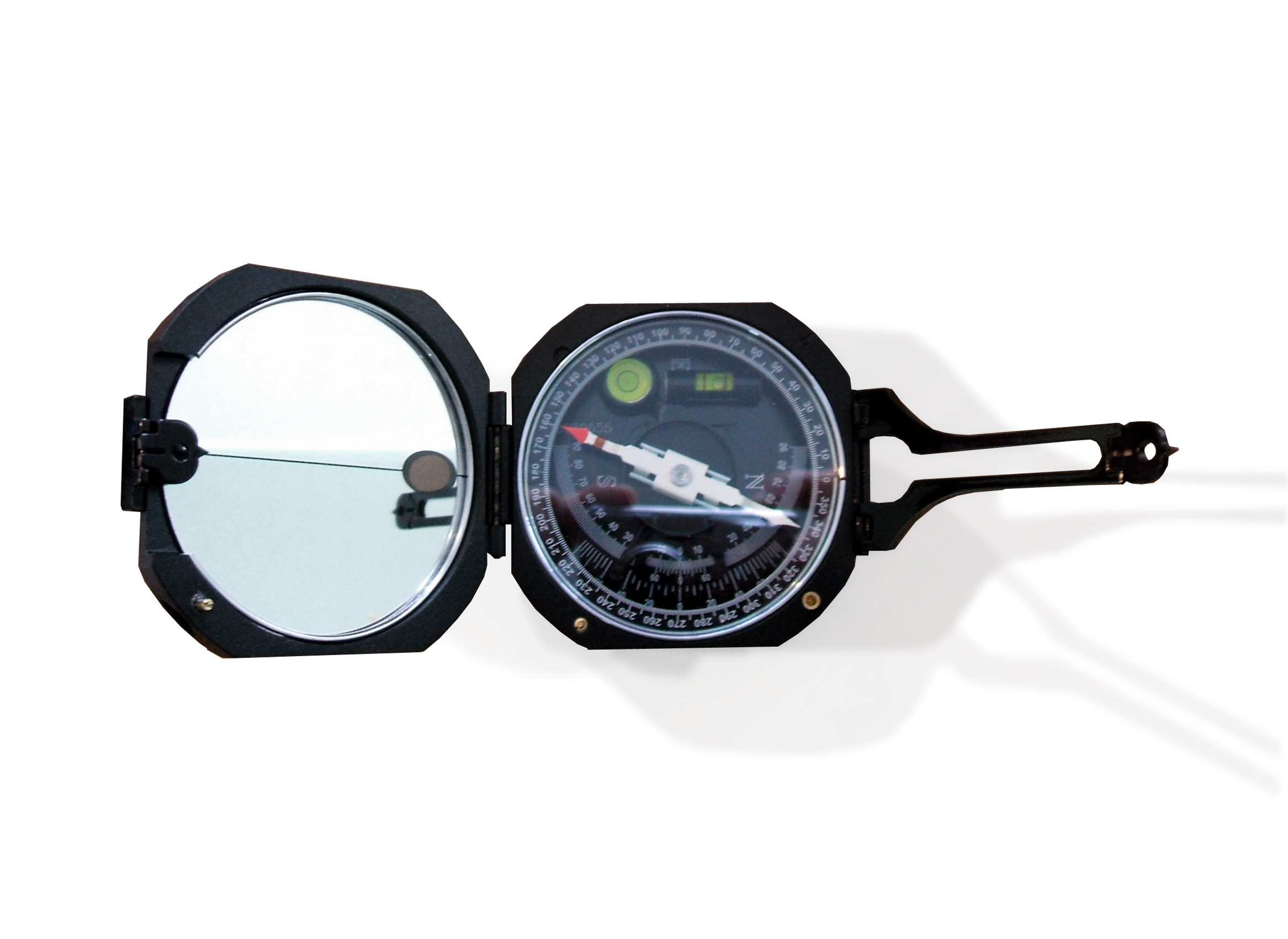
Klassischer Geologenkompass der Firma Brunton, Draufsicht

Der Geologenkompass ist ein Kompass, der primär zur Bestimmung der Raumlage von Gesteinsstrukturen (besonders von Trennflächen) dient. Daneben wird er aber auch zur geologischen Kartierung und zur Orientierung im Gelände genutzt. Aus diesem Grund handelt es sich bei gängigen Geologenkompassen meist um eine Kombination aus Landvermesserkompass (mit Neigungsmesser) und Marschkompass (mit Visier und Spiegel).

## Verwendung

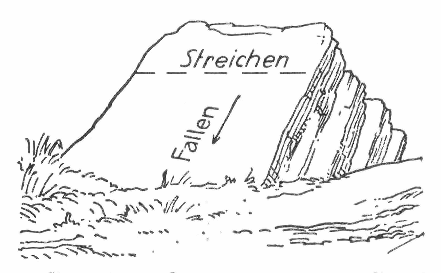
Streichen und Fallen stehen stets senkrecht zueinander. Illustration an einer geneigten Schichtfläche.

In der Geologie wird die Raumlage von Flächen (wie Schichtflächen, Schieferungsflächen, Störungsflächen usw.) durch zwei Werte definiert:
- Das Streichen ist die gedachte Schnittlinie der betreffenden Fläche mit der Horizontalen, also mit der Kartenebene.
- Das Fallen ist der maximale Winkel zwischen dieser Fläche und der Horizontalen. Die Fallrichtung (also die Richtung, in die eine Murmel auf dieser Fläche rollen würde) steht immer im rechten Winkel zum Streichen.

Diese zwei Werte erlauben es, eine geologische Fläche lagerichtig in Karten, Profilen oder 3-D-Modellen einzutragen oder digital zu verwerten.

### Messung des Streichens
Beim Geologenkompass steht im Unterschied zum Marschkompass die Kompassrose fest und die Nadel zeigt unmittelbar die Richtung (den Azimut) des Streichens an. Die Kompassrose ist daher zur korrekten Ablesung spiegelverkehrt.
Bei kleinräumigen Messungen, z. B. an Schicht- und Schieferungsflächen, wird eine Kante des Kompasses an die zu messende Fläche angelegt und, mit Hilfe einer Libelle, in die Horizontale eingeregelt. Das Streichen kann nun direkt abgelesen werden. Bei großräumigeren Strukturen, wie dem Ausbiss eines Gesteinsganges oder Erzganges in halbwegs ebenem Gelände, kann das Streichen auch „freihändig stehend“ über der Struktur abgeschätzt werden.
Die meisten Geologenkompasse haben eine Kompassrose mit einer Gradeinteilung von 360°, um eine Orientierung im Gelände durch Peilungen über das Visier zu ermöglichen. Wie bei einem Marschkompass wird hierbei der Azimut über den Spiegel abgelesen. Da eine Streichlinie von z. B. 135° (Südost) aber gleichzeitig immer auch nach 315° (Nordwest) weist, ist für die Messung der Streichrichtung eigentlich die Hälfte der 360°-Skala redundant. Deshalb gibt es auch Kompasse, bei denen die Rose in vier Quadranten eingeteilt ist. Hierbei werden Nord und Süd die Werte 0 zugewiesen, Ost und West hingegen 90. Die Streichrichtung Nordwest-Südost wird dann als N 045 W notiert.

### Messung des Fallens
Hierzu wird bei gewöhnlichen Geologenkompassen eine Kante im rechten Winkel zur zuvor ermittelten Streichlinie angelegt. Der Fallwinkel wird dann von dem eingebauten Neigungsmesser abgelesen. Der Neigungsmesser ist meist mit einer zweiten Libelle ausgestattet, falls er sich nicht einfach durch die Schwerkraft von selbst einpendelt. Waagerechte Flächen haben ein Fallen von 0°, senkrechte von 90°. Hierbei ist zu beachten, dass z. B. eine Fläche mit einer Streichrichtung Nordwest-Südost nun sowohl nach Nordost oder Südwest einfallen kann. In der vollständigen Messung muss dies also notiert werden: 135° / 50° SW oder N 045 W / 50 SW.

## Gefügekompass

Aufbau des Gefügekompass (Freiberger), Seitenansicht
Draufsicht
Ansicht von unten

Das Konzept des Gefügekompasses wurde von Eberhard Clar an der Universität Wien entwickelt. Er publizierte sein Konzept des zweikreisigen Kompasses erstmals 1954. Dieses wurde vom VEB Freiberger Präzisionsmechanik aufgegriffen und in enger Zusammenarbeit mit der Technischen Universität Bergakademie Freiberg zur Serienreife gebracht.
Eine Sonderform des Geologenkompasses ist der Gefügekompass, mit dem die Raumlage einer Fläche in einer einzigen Messung ermittelt werden kann. Hier wird nicht das Fallen und Streichen, sondern der Fallwinkel und die Fallrichtung gemessen. Beim Gefügekompass dient der Deckel als Winkelmesser. Die Klappe wird hierbei auf die Schichtfläche aufgelegt, und nach dem Einwiegen des Kompasses mit Hilfe der Libelle wird die Kompassnadel mit einer Arretierung fixiert. Danach kann der Fallwinkel an einer Skala am Deckelscharnier (Höhenkreis) abgelesen werden, die Fallrichtung an der Kompassrose. Da die Fallrichtung an einer 360°-Skala abgelesen wird, ist der Wert eindeutig, die Notation für das obige Beispiel würde dann lauten: 225/50. Das Streichen kann nun einfach durch die Addition oder Subtraktion der Fallrichtung mit 90° errechnet werden (315 bzw. 135). Die Firma Freiberger Präzisionsmechanik bietet zu der üblich verwendeten Grad-Einteilung noch die Einteilung in Gon an, welche eine wesentlich präzisere Unterteilung ermöglicht. Bei der Angabe in Gon besitzt der Höhenkreis (zum Ablesen des Einfallwinkels) und die Klinometerteilung (die Einteilung am Pendel des Klinometers zur Einfallwinkelbestimmung) eine Einteilung in jeweils 100 Gon anstelle von 90°. Ebenfalls ist bei diesen Geräten der Kompassteilkreis in 400 Gon anstelle von 360° unterteilt.
Wegen der Schnelligkeit und Eindeutigkeit der Messung sind Gefügekompasse besonders geeignet, um große Mengen an strukturgeologischen Daten zu sammeln. Da die Skala am Deckelscharnier nicht sehr genau ist, kann zur genaueren Messung des Fallwinkels auch noch ein zweiter, pendelförmiger Neigungsmesser (Klinometer) verwendet werden. Eine Orientierung im Gelände ist mit einem Gefügekompass nur bedingt möglich, da auch hier die Himmelsrichtungsangaben für ein schnelles Ermitteln der Werte spiegelverkehrt sind. Dabei ist zu beachten, dass die Nord- und Südnadel ebenfalls vertauscht sind (Nord ist schwarz und Süd ist rot). Sollte dennoch einmal dieser Kompass zur Orientierung im Gelände benutzt werden, dann wird die angepeilte Richtung an der rot markierten Südnadel abgelesen.
Mit dem Gefügekompass ist allerdings nicht nur das Einmessen des Einfallwinkels und der Einfallrichtung geologischer Strukturen möglich, sondern ebenfalls das Einmessen von Lineationen auf bestimmten Flächen. Lineationen sind Mineralorientierungen auf geologischen Flächen, wie zum Beispiel auf Harnischflächen, Schieferungsflächen und ähnlichem. Dabei wird eine seitliche Kante der Anlegeklappe an die Lineation direkt angelegt und der Kompasskörper anhand der Libelle ausgerichtet. Anschließend können auch hier wieder direkt die Fallrichtung und der Fallwinkel der Lineation abgelesen werden, auch wenn die Fallwerte der Lineation nicht mit den Fallwerten der Trennfläche, auf der die Lineation liegt, übereinstimmen.

### Ausführungen des Gefügekompass
Bei den Gefügekompassen haben sich im europäischen Bereich hauptsächlich die Modelle von Freiberger Präzisionsmechanik und von Breithaupt durchgesetzt. Diese Geräte unterscheidet vom Grundaufbau nicht viel. Allerdings basiert der Klinometer bei den Modellen der Freiberger Präzisionsmechanik auf dem Prinzip eines frei schwingenden Pendels (wenn der Kompass direkt 90° hochkant angelegt wird). Beim Umklappen des Kompasses von der Hochkant-Position in die Normal-Position liegt der Pendel auf den Kompassboden auf und kann sich daher nicht mehr bewegen und den Wert verändern. Bei dem Breithaupt-Kompass hingegen besteht der Klinometer-Anzeiger aus einer Kugel, welche in einer halbrunden Bahn verläuft. Negativ bei diesem Prinzip ist, dass die Kugel sich nach dem Zurückklappen des Kompasses noch bewegen kann und somit den Wert verfälscht.
Der europäische Markt wird von vielen „preisgünstigen“ Imitaten dieser beiden Modelle überschwemmt. Die Kompasse von Freiberger Präzisionsmechanik und Breithaupt sind sehr preisintensiv in der Anschaffung. Allerdings rechtfertigt die hohen Kosten der Fakt, dass die Gefügekompasse per Hand gefräst und zusammengebaut werden und sie sehr robust konstruiert sind.

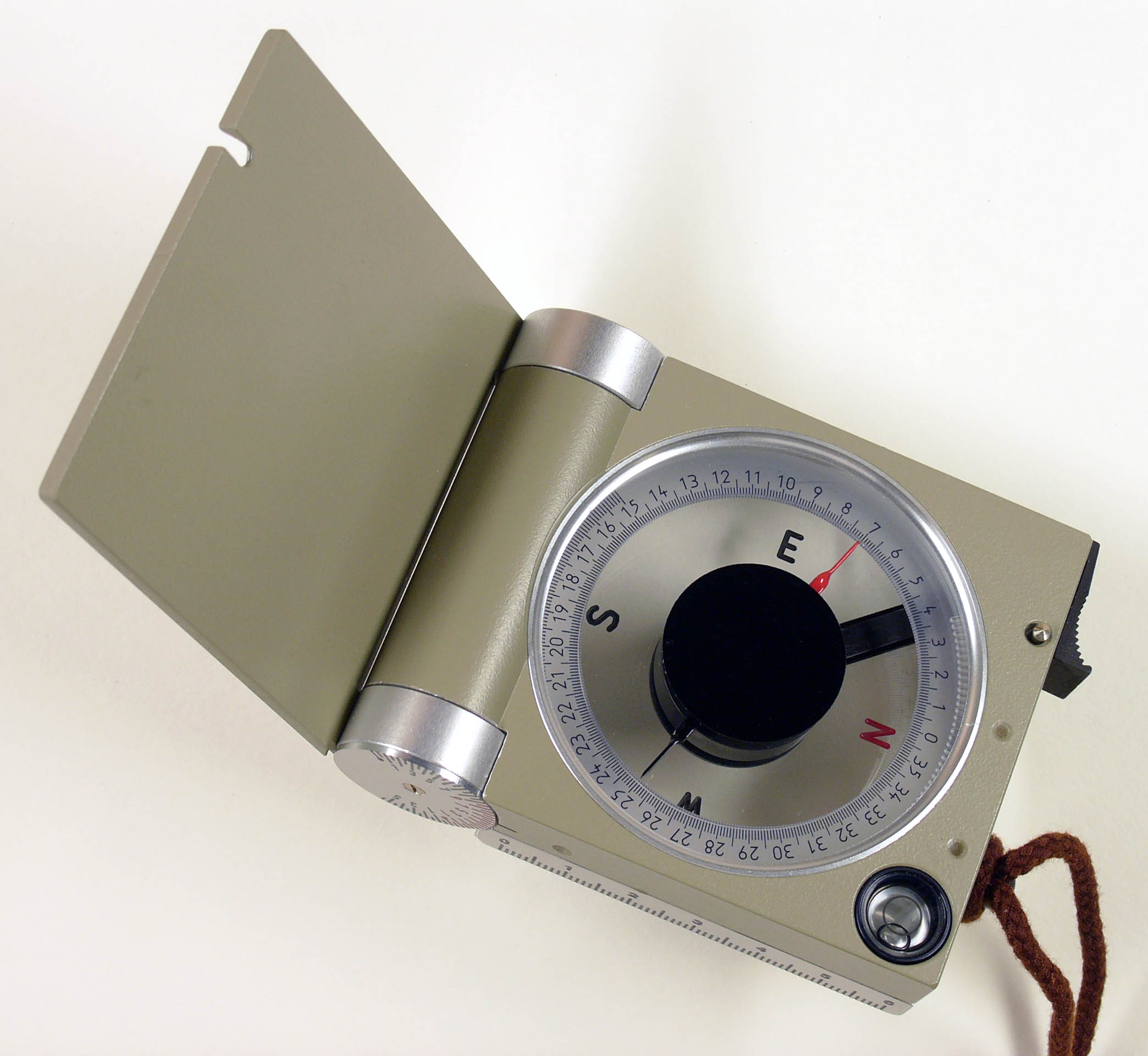
Breithaupt Gefügekompass COCLA
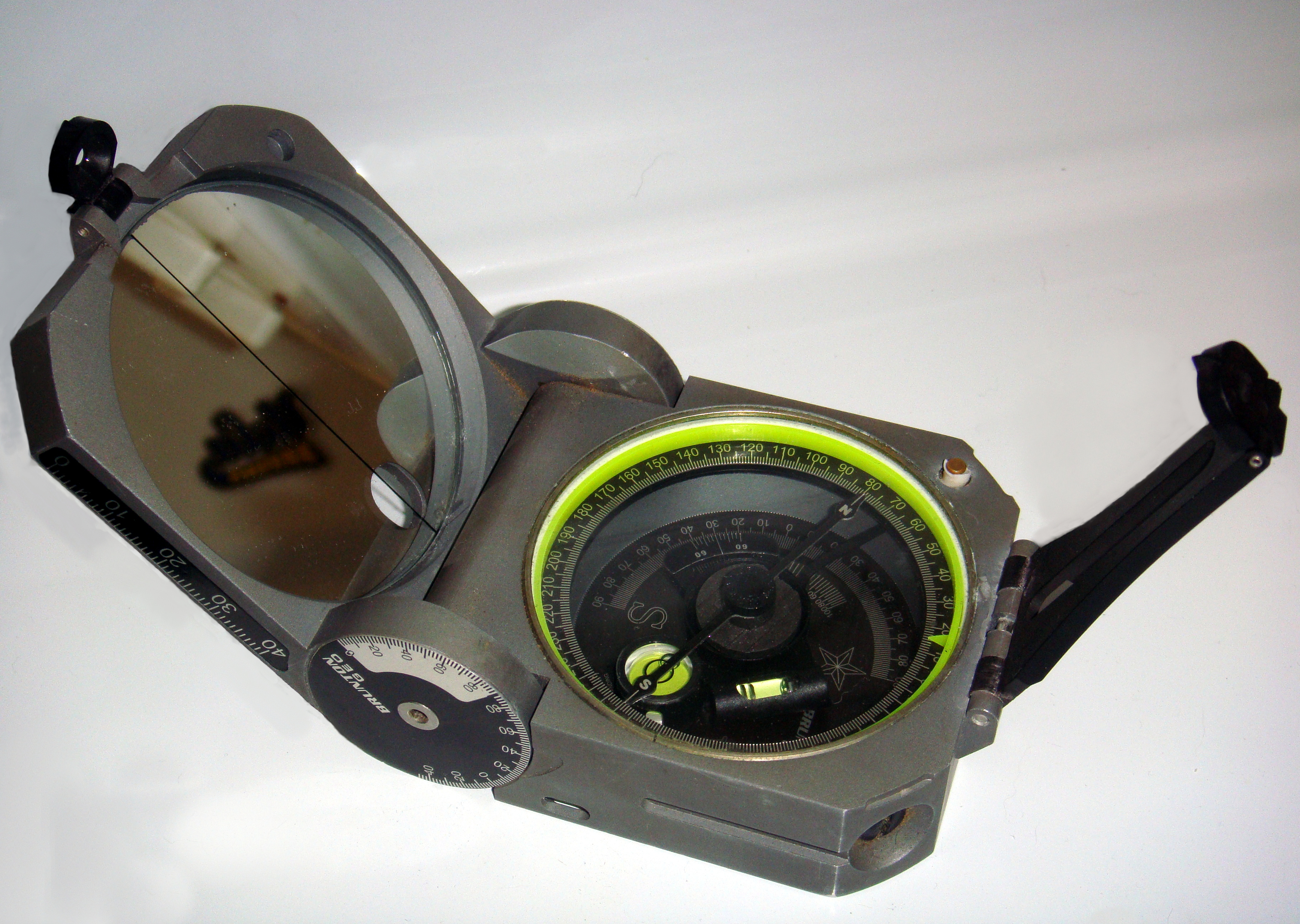
Brunton Pocket Transit, dieser zeigt die Merkmale des klassischen Geologen- und des modernen Gefügekompasses
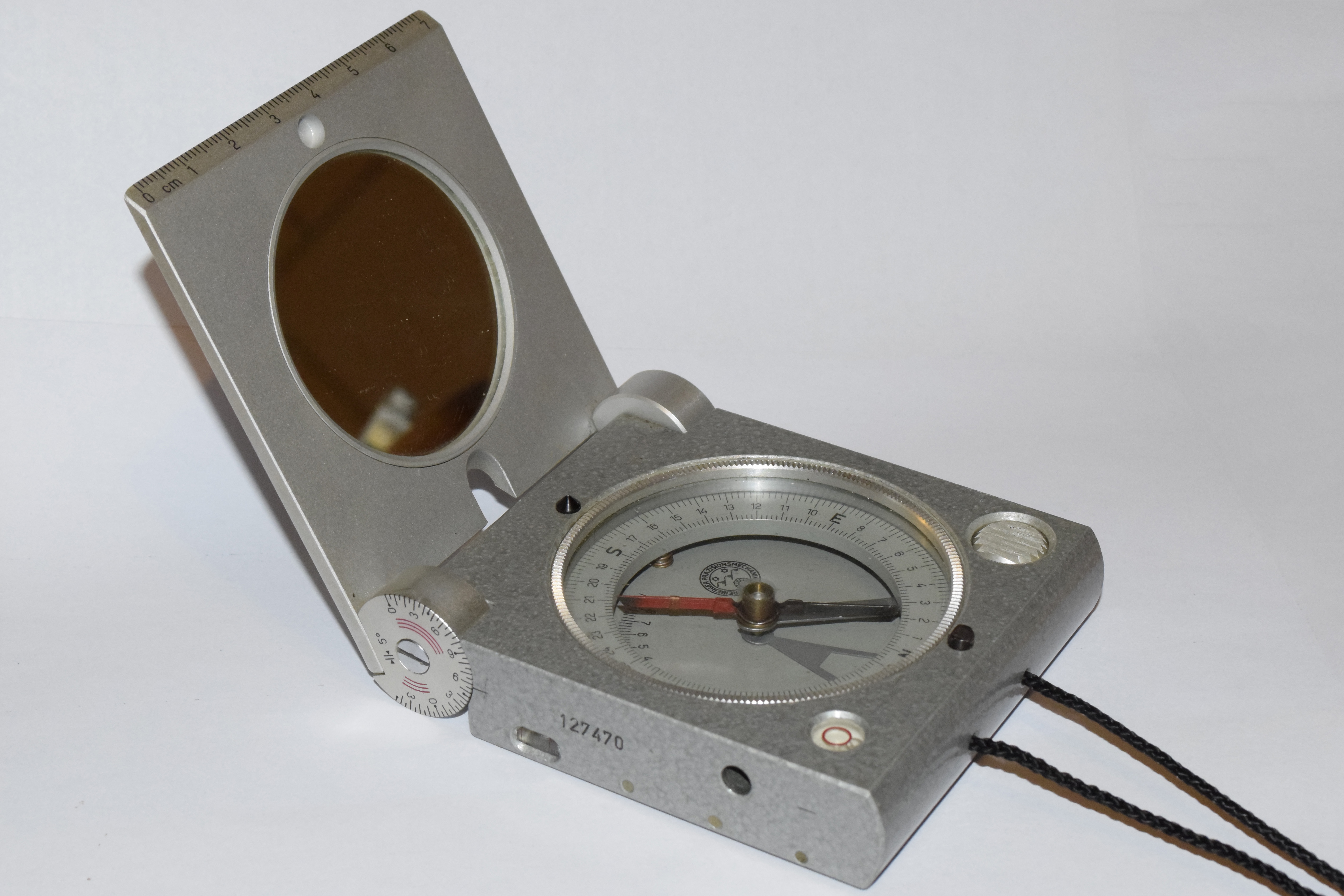
Freiberger Gefügekompass von FPM
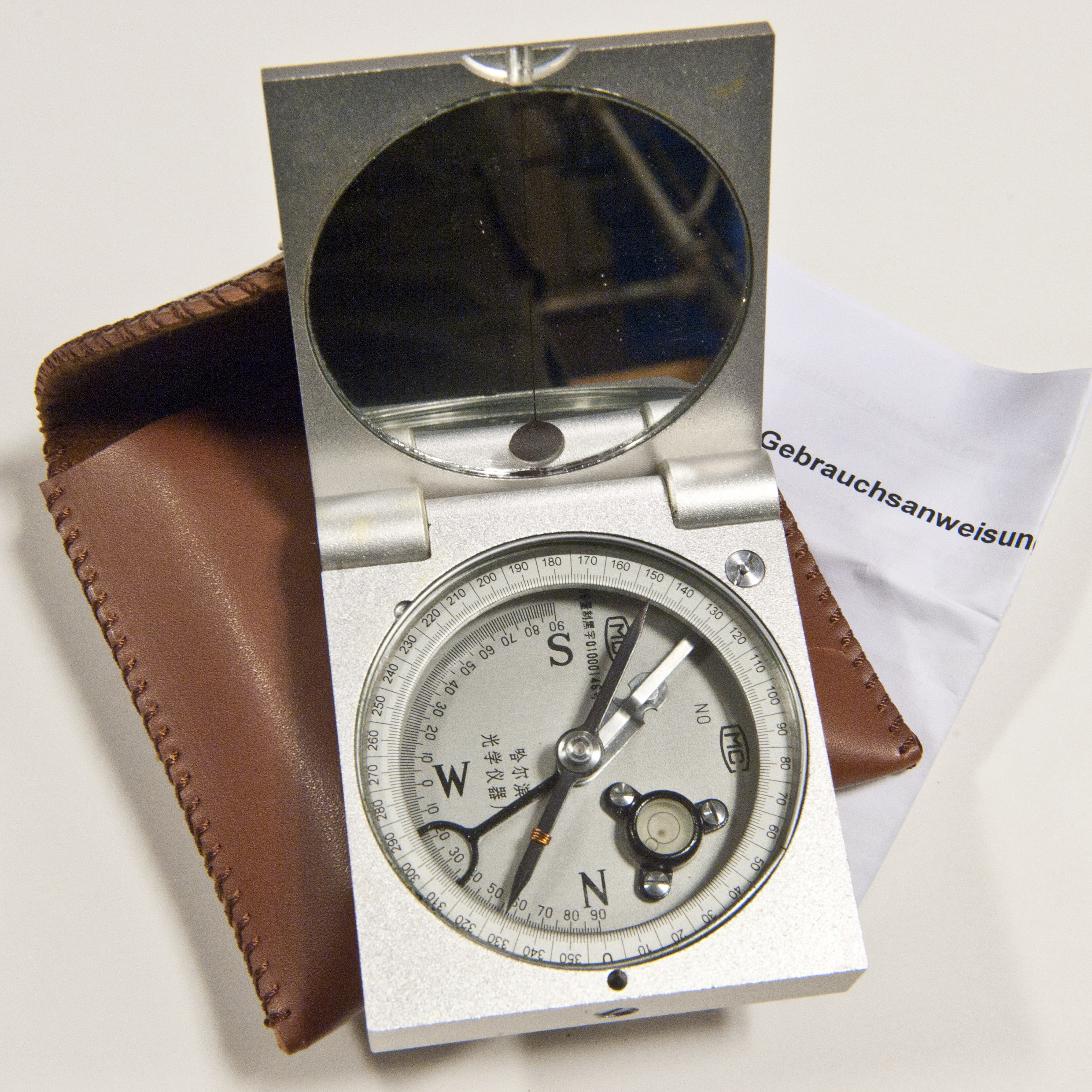
Chinesischer Gefügekompass
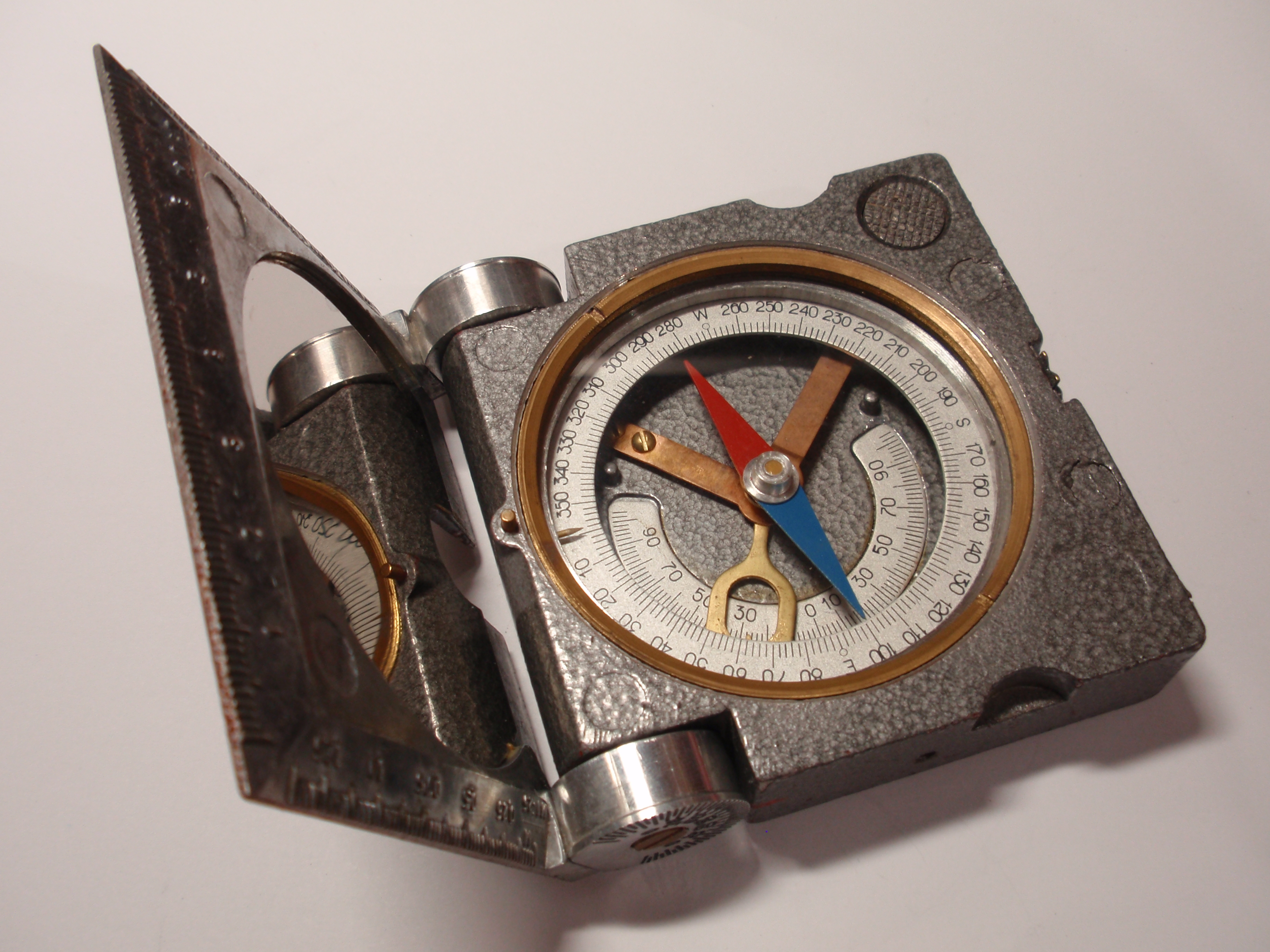
Russischer Gefügekompass